# Автошлях О 091401
Автошля́х О091401 — автомобільний шлях довжиною 47 км, обласна дорога місцевого значення в Івано-Франківській області. Пролягає по Тлумацькому, Тисменицькому та Надвірнянському районах від міста Тлумач до села Лісна Тарновиця.

## Історія
19 листопада 2021 р. розпорядженням голови Івано-Франківської ОДА Світлани Онищук № 456 передано до сфери управління Державного агентства автомобільних доріг України на баланс Служби автомобільних доріг в Івано-Франківській області автомобільну дорогу О091401 Тлумач — Лісна Тарновиця км 0+000-47+016, протяжністю 47,0 км.